# 奇里翠蜂鸟
，是雨燕目蜂鸟科的一种鸟类。
奇里翠蜂鸟体重约3.69克，翼长约46.7毫米，嘴峰长约22.2毫米，喙宽度约1.4毫米，喙厚度约4.7毫米，跗蹠长约4.7毫米，尾长约29毫米。奇里翠蜂鸟在其分布区内为留鸟，其栖息在半开放的灌木丛中，食性为草食性，主要食物来源是植物的花蜜。
奇里翠蜂鸟分布于哥伦比亚东南部奇里比克特山脈。该物种是单型物种，没有亚种分化。